# 랩 메탈

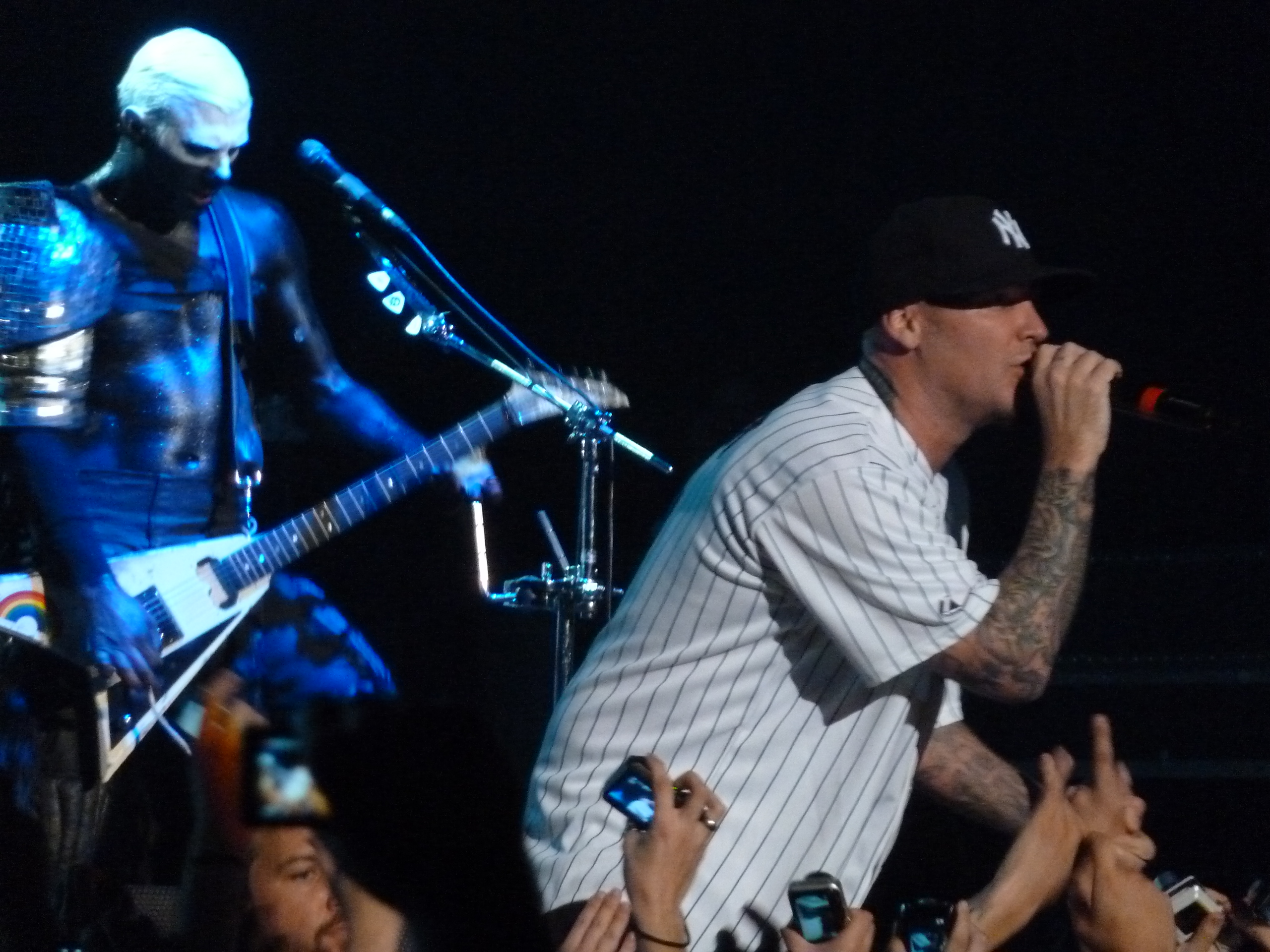

랩 메탈(Rap metal)은 헤비 메탈을 기반으로 하고 거기에 랩이나 턴테이블과 같은 힙합의 요소를 더한 음악 장르이다.

## 역사
랩 메탈은 힙합의 보컬 및 악기적 요소를 록과 융합한 장르인 랩 록에서 기원하였다.

## 같이 보기
- 누 메탈